# 托皮諾河

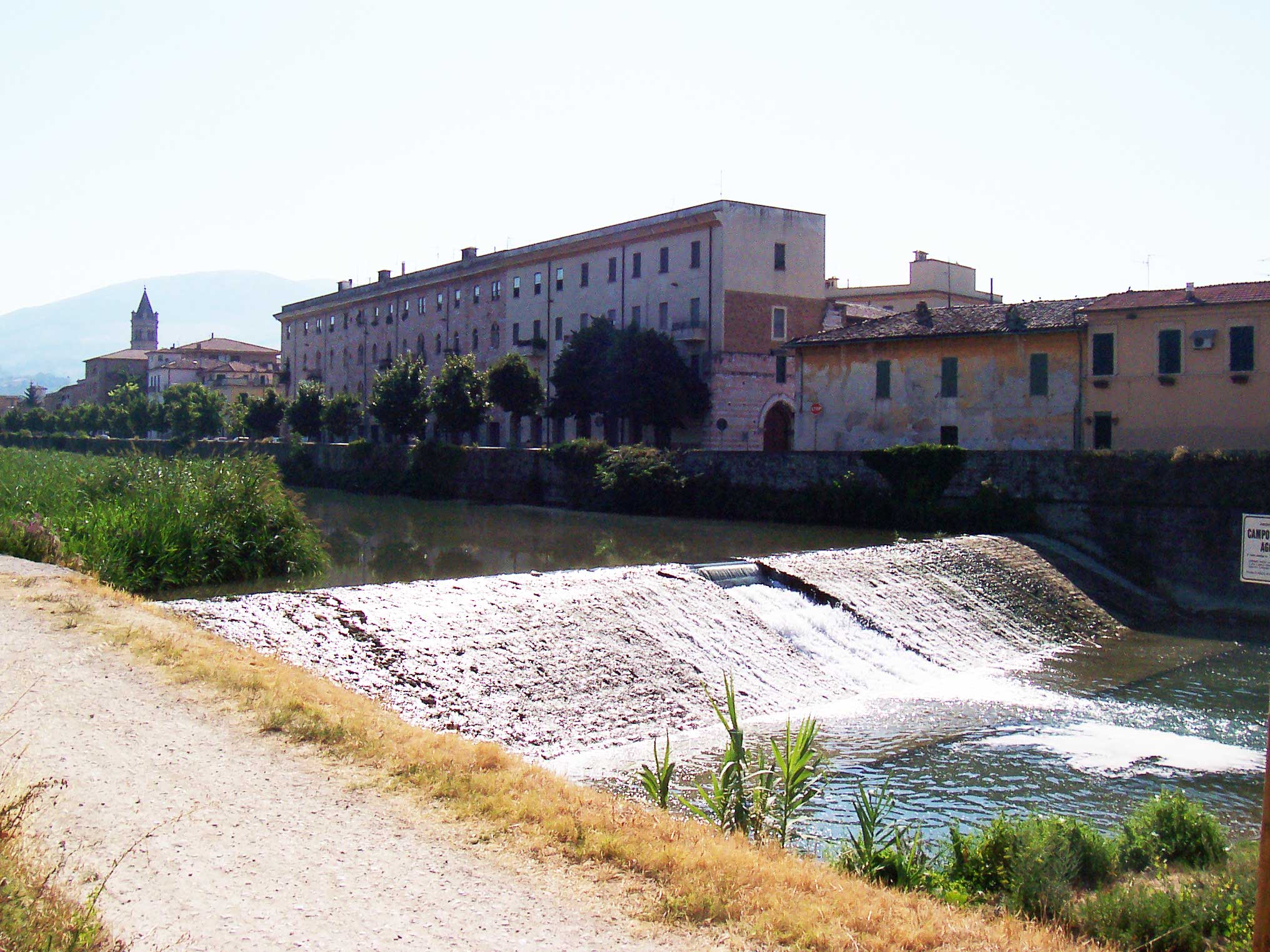

托皮諾河是意大利的河流，位於該國中部翁布里亞大區，屬於台伯河的支流，河道全長77公里，流域面積1,231平方公里，平均流量每秒12立方米。
43°01′24″N 12°39′8″E / 43.02333°N 12.65222°E